# Rauriser Literaturpreis
Der Rauriser Literaturpreis wird seit 1972 für die beste Prosa-Erstveröffentlichung in deutscher Sprache von der Salzburger Landesregierung verliehen. Der Preis wird im Rahmen der Rauriser Literaturtage verliehen. Der Literaturpreis ist mit 10.000 Euro (Stand 2022) dotiert. Zusätzlich wird von der Landesregierung gemeinsam mit der Marktgemeinde Rauris ein Förderungspreis vergeben, der mit 5000 Euro dotiert ist (Stand 2022).
Im Rahmen der Rauriser Literaturtage wurde auch dreimal der Günter-Eich-Preis (für Lyrik) als Extrapreis zum Rauriser Literaturpreis vergeben.

## Preisträger
- 1972: Bodo Hell für Weihnachtsgeschichte
- 1973: Gerhard Amanshauser für Satz und Gegensatz und Peter Rosei für Landstriche
- 1974: Karin Struck für Klassenliebe
- 1975: Franz Innerhofer für Schöne Tage, Förderungspreis an Walter Kappacher
- 1976: nicht vergeben; Sonderpreis: Peter Henisch für Die kleine Figur meines Vaters
- 1977: Hans Joachim Schädlich für Versuchte Nähe
- 1978: nicht vergeben; Sonderpreis: Claudia Storz für Jessica mit Konstruktionsfehlern
- 1979: Werner Herzog für Vom Gehen im Eis. München-Paris 23. 11. – 14. 12. 1974, Förderungspreis an Günther Schatzdorfer und Reinhard Palm
- 1980: Klaus Hoffer für Halbwegs bei den Bieresch 1
- 1981: nicht vergeben; Bürgerpreis: H. C. Artmann
- 1982: Thomas Hürlimann für Die Tessinerin
- 1983: Martin R. Dean für Die verborgenen Gärten und Michael Köhlmeier für Der Peverl Toni und seine abenteuerliche Reise durch meinen Kopf
- 1984: Erwin Einzinger für Das Erschrecken über die Stille, in der die Wirklichkeit weitermachte und Alain Claude Sulzer für Das Erwachsenengerüst
- 1985: Helen Meier für Trockenwiese und Herta Müller für Niederungen
- 1986: Eva Schmidt für Ein Vergleich mit dem Leben und Christa Moog für Die Fans von Union
- 1987: Gisela Corleis für Unverwandt. Reisen in eine fremde Gegend
- 1988: Werner Fritsch für Cherubim
- 1989: Norbert Gstrein für Einer
- 1990: Thomas Hettche für Ludwig muß sterben
- 1991: Judith Kuckart für Wahl der Waffen
- 1992: Sabine Scholl für Fette Rosen und Patrick Roth für Riverside. Christusnovelle
- 1993: Ruth Klüger für Weiter leben. Eine Jugend
- 1994: Thomas Lehr für Zweiwasser oder Die Bibliothek der Gnade
- 1995: Klaus Händl für Legenden
- 1996: Raoul Schrott für Finis Terrae
- 1997: Felicitas Hoppe für Picknick der Friseure und Katrin Seebacher für Morgen oder Abend
- 1998: Bettina Galvagni für Melancholia
- 1999: Peter Stamm für Agnes
- 2000: Gerhard Kelling für Beckersons Buch
- 2001: Corinna Soria für Leben zwischen den Seiten, Förderungspreis an Herbert Reiter
- 2002: Juli Zeh für Adler und Engel
- 2003: Katharina Faber für Manchmal sehe ich am Himmel einen endlos weiten Strand
- 2004: Katja Oskamp für ihren Roman Halbschwimmer, Förderungspreis an Peter Hodina
- 2005: Christine Pitzke für ihren Roman Versuche, den Morgen zu beschreiben
- 2006: Kristof Magnusson für seinen Roman Zuhause, Förderungspreis an Ingrid Loitfellner-Moser
- 2007: Steffen Popp für seinen Roman Ohrenberg oder der Weg dorthin, Förderungspreis an Robert Kleindienst
- 2008: Simona Ryser für ihren Roman Maries Gespenster, Förderungspreis an Margarita Fuchs
- 2009: Julya Rabinowich für ihren Roman Spaltkopf, Förderungspreis an Hansjörg Zauner
- 2010: Thomas Klupp für seinen Roman Paradiso, Förderungspreis an Martin Fritz
- 2011: Dorothee Elmiger für ihren Roman Einladung an die Waghalsigen, Förderungspreis an Martin Amanshauser
- 2012: Maja Haderlap für ihren Roman Engel des Vergessens, Förderungspreis an Elke Laznia
- 2013: Matthias Senkel für seinen Roman Frühe Vögel, Förderungspreis an Renate Silberer
- 2014: Saskia Hennig von Lange für ihre Novelle Alles, was draußen ist, Förderungspreis an Renate Aichinger
- 2015: Karen Köhler für ihren Prosaband Wir haben Raketen geangelt, Förderungspreis an Birgit Birnbacher
- 2016: Hanna Sukare für ihren Roman Staubzunge, Förderungspreis an Carlos Peter Reinelt
- 2017: Senthuran Varatharajah für seinen Roman Vor der Zunahme der Zeichen, Förderungspreis an Mercedes Spannagel[1]
- 2018: Raphaela Edelbauer für Entdecker. Eine Poetik, Förderungspreis an Florian Gantner[2]
- 2019: Philipp Weiss für Am Weltenrand sitzen die Menschen und lachen, Förderungspreis an Katherina Braschel[3]
- 2020: Angela Lehner für Vater unser, Förderungspreis an Vanessa Graf[4]
- 2021: Benjamin Quaderer für sein Romandebüt Für immer die Alpen, Förderungspreis an Martin Mader für den Text Abstand ist Überall
- 2022: Anna Albinus für Revolver Christi, Förderungspreis an Alexandra Koch für den Text vattern muttern künd[5]
- 2023: Marcus Fischer für Die Rotte, Förderungspreis an Felicia Schätzer für Sonnenuntergang der Girls[6]
- 2024: Matthias Gruber für Die Einsamkeit der Ersten ihrer Art, Förderungspreis an Luka Leben für Nachts nur das Rauschen[7]
- 2025: Lilli Polansky für ihren Roman Gratulieren müsst ihr mir nicht, Förderpreis an Anna Neata für den Text Es Maedchen fasst sich en Mut und zwä Herzen[8]

## Nominierte
- 2019
  - Marie Gamillscheg mit „Alles was glänzt“[9]
  - Julia von Lucadou mit „Die Hochhausspringerin“
  - Gianna Molinari mit „Hier ist noch alles möglich“
  - Philipp Weiss mit „Am Weltenrand sitzen die Menschen und lachen“
- 2020
  - Helene Bukowski mit „Milchzähne“[10]
  - Angela Lehner mit „Vater unser“
  - Katharina Pressl mit „Andere Sorgen“
  - Tonio Schachinger mit „Nicht wie ihr“
  - Ivna Žic mit „Die Nachkommende“
- 2022
  - Anna Albinus mit „Revolver Christi“[11][12]
  - Enrico Ippolito mit „Was rot war“
  - Stefanie vor Schulte mit „Junge mit schwarzem Hahn“
  - Ariane Koch mit „Die Aufdrängung“
- 2024[13]
  - Charlotte Gneuß mit „Gittersee“
  - Matthias Gruber mit „Die Einsamkeit der Ersten ihrer Art“
  - Tine Melzer mit „Alpha Bravo Charlie“
  - Sarah Elena Müller mit „Bild ohne Mädchen“
  - Sophia Lunra Schnack mit „feuchtes holz“